# Nguyễn Thị Minh Trang
Nguyễn Thị Minh Trang (sinh ngày 16 tháng 5 năm 1979) là một nữ chính trị gia người Việt Nam. Bà hiện là Ủy viên Ban Thường vụ Tỉnh ủy Vĩnh Long, Trưởng ban Tuyên giáo và Dân vận Tỉnh ủy.
Bà từng là Phó Trưởng đoàn chuyên trách Đoàn Đại biểu quốc hội Việt Nam khóa XV nhiệm kì 2021-2026 tỉnh Vĩnh Long, đại biểu quốc hội Việt Nam khóa XIV nhiệm kì 2016-2021, thuộc đoàn đại biểu quốc hội tỉnh Vĩnh Long, Ủy viên Ủy ban về các vấn đề xã hội của Quốc hội, Bí thư Huyện ủy Mang Thít.

## Xuất thân
Nguyễn Thị Minh Trang sinh ngày 16 tháng 5 năm 1979 quê quán ở xã Lục Sĩ Thành, huyện Trà Ôn, tỉnh Vĩnh Long. 
Bà hiện cư trú ở số 78, tổ 6, khóm 2, thị trấn Long Hồ, huyện Long Hồ, tỉnh Vĩnh Long.

## Giáo dục
- Giáo dục phổ thông: 12/12
- Cử nhân Xã hội học
- Thạc sĩ Văn hóa học
- Cao cấp lí luận chính trị - hành chính

## Sự nghiệp
Bà gia nhập Đảng Cộng sản Việt Nam vào ngày 1/6/1998.
Bà từng là đại biểu hội đồng nhân dân huyện Long Hồ nhiệm kỳ 2011-2016.
Khi ứng cử đại biểu Quốc hội Việt Nam khóa 14 vào tháng 5 năm 2016 bà đang là Tỉnh ủy viên, Chủ tịch Hội Liên hiệp Phụ nữ tỉnh Vĩnh Long, làm việc ở Hội Liên hiệp Phụ nữ tỉnh Vĩnh Long.
Tháng 5 năm 2016, bà đã trúng cử đại biểu Quốc hội khóa XIV ở đơn vị bầu cử số 2, tỉnh Vĩnh Long gồm thị xã Bình Minh và các huyện: Bình Tân, Trà Ôn, Vũng Liêm, được 236.381 phiếu, đạt tỷ lệ 64,43% số phiếu hợp lệ.
Tháng 9 năm 2018, Ban Thường vụ Tỉnh ủy Vĩnh Long đã quyết định điều động bà tham gia Ban Chấp hành, Ban Thường vụ huyện ủy Mang Thít và giữ chức Bí thư Huyện ủy nhiệm kì 2015 - 2020.
Tháng 5 năm 2021, bà tiếp tục trúng cử đại biểu Quốc hội khóa XV ở đơn vị bầu cử số 1, tỉnh Vĩnh Long gồm thành phố Vĩnh Long và các huyện: Long Hồ, Mang Thít, Tam Bình; Ủy viên Ủy ban Xã hội của Quốc hội, Phó Trưởng đoàn đại biểu Quốc hội khóa XV tỉnh Vĩnh Long.
Ngày 9 tháng 2 năm 2022, Ban Thường vụ Tỉnh ủy Vĩnh Long đã quyết định điều động bà đến công tác tại Ban Tuyên giao Tỉnh ủy, bổ nhiệm giữ chức Trưởng ban Tuyên giáo Tỉnh ủy.
Ngày 27 tháng 6 năm 2022, Ban Bí thư quyết định chuẩn y bà tham gia Ban Thường vụ Tỉnh ủy Vĩnh Long nhiệm kỳ 2020 - 2025.